# Friedrich Andres
Friedrich Andres (* 28. März 1882 in Neunkirchen in Lothringen; † 1. Dezember 1947 in Bonn) war ein deutscher Religionswissenschaftler.

## Leben und Wirken
Er war der Sohn des Hauptlehrers Matthias Andres und studierte nach dem Abitur ab 1901 zunächst in Straßburg Klassische Philologie, dann im Bischöflichen Priesterseminar Trier Theologie. 1906 wurde er zum Priester geweiht und war anschließend in der Seelsorge tätig. 1909–1911 studierte er in Berlin, 1911–1914 in Breslau weiter, besonders Griechische Philologie sowie Dogmen- und Religionsgeschichte; in Breslau wurde er 1913 zum Dr. theol. promoviert. Während seines Studiums wurde er Mitglied der KStV Unitas Breslau.
Am 16. Juli 1920 wurde er an der Universität Bonn habilitiert und erhielt einen Lehrauftrag für Religionsgeschichte an der katholisch-theologischen Fakultät. 1927 wurde dort außerordentlicher, nicht beamteter „Professor für allgemeine Religionswissenschaft unter Einschluß der vergleichenden Religionsgeschichte und Religionspsychologie“.

## Veröffentlichungen
- Die Engellehre der griechischen Apologeten des zweiten Jahrhunderts und ihr Verhältnis zur griechisch-römischen Dämonologie. Schöningh, Paderborn 1914.
- Angelos, in: Paulys Realencyclopädie der classischen Altertumswissenschaft, Band S III (1918), Sp. 101–114.
- Daimon, in: Paulys Realencyclopädie der classischen Altertumswissenschaft, Band S III (1918), Sp. 267–322.
- Die Himmelsreise der caraïbischen Medizinmänner. In: Zeitschrift für Ethnologie 70, 1938, S. 331–342.